# Польско-шведская война (1617—1618)
Польско-шведская война 1617—1618 годов (польск. Wojna polsko-szwedzka (1617–1618)) — продолжение польско-шведской войны 1600—1611 годов. Попытка Швеции воспользоваться войнами Речи Посполитой с Россией и  татарами и Турцией.
В начале 1617 года Швеция заключает мирный договор с Россией. Шведский король Густав II Адольф решил закрепить за Швецией всю Ливонию. Этому благоприятствовали затяжные войны (Русско-польская война 1605—1618 годов, набеги крымских татар), которые вела в то время Речь Посполитая. Правительство Голландии согласилась выплачивать шведскому королю субсидию в 40 тысяч флоринов в месяц, а английский король разрешил ему вербовать наёмников в своих землях.
19 июня 1617 года шведская эскадра из четырёх кораблей блокировала крепость Дюнамюнде на побережье Рижского залива, которая уже 21 июня капитулировала. Через два дня шведский десант занял Виндаву в Курляндии, а шведский флот блокировал рижский порт. 11—14 августа шведы взяли Пярну. 18 августа — Салис. За два месяца шведские войска захватили всё побережье Задвинского герцогства и Курляндии от Гробина до Пярну, кроме Риги.
Но уже вскоре польско-литовские войска под предводительством талантливого полководца гетмана польного литовского Христофора Радзивилла сумели нанести ряд поражений шведам и освободить захваченные в начале войны земли, кроме Пярну, который был слишком сильно укреплён. Поскольку шведы заперлись в своих крепостях и польско-литовской армии не хватило пехоты и артиллерии, боевые действия прекратились. Шведы, понимая, что, несмотря на реформы, их армия пока не способна сражаться на равных с противником, выступили с мирными предложениями. Сигизмунд III, из-за затянувшейся войны с Россией и неспокойной ситуации на границах с Османской империей, согласился на предложение шведского короля.
11 января и 8 февраля 1618 года были приняты решения о заключении перемирия, по условиям которых Швеция должна была вернуть Речи Посполитой Пярну. 7 августа Швеции было позволено временно удержать Пярну. 8 декабря 1618 года в замках Каркус (Задвинское герцогство) и Тольсбург (Шведская Эстляндия) было подписано перемирие сроком на два года, до 21 ноября 1620 года. Швеция обязывалась вернуть Речи Посполитой Пернау через год и один день с момента ратификации перемирия. Но это условие не было выполнено.